# Dimidiochromis
Genre
Statut de conservation UICN

 LC  : Préoccupation mineure
Dimidiochromis est un genre de poissons de la famille des Cichlidae. Toutes ses espèces sont endémiques des lacs Malawi, Malombe et de la rivière Shire.

## Liste des espèces
Selon FishBase (24 janvier 2017) et ITIS (24 janvier 2017) :
- Dimidiochromis compressiceps (Boulenger, 1908) - Cichlidé mangeur d'yeux
- Dimidiochromis dimidiatus (Günther, 1864)
- Dimidiochromis kiwinge (Ahl, 1926)
- Dimidiochromis strigatus (Regan, 1922)

## StatutUICN
Toutes les espèces de ce genre de Cichlidae sont classées « Préoccupation mineure » (LC) sur la liste rouge des espèces menacées de l'UICN du fait de leur zone de répartition relativement grande dans le lac Malawi, Rivière Shire haut et moyen et lac Malombe ainsi que les lagunes et les embouchures des grands fleuves environnants associés, selon l'UICN : "où ils sont répandus sans grandes menaces généralisées identifiés" (source : liste rouge de l'UICN).

## Galerie

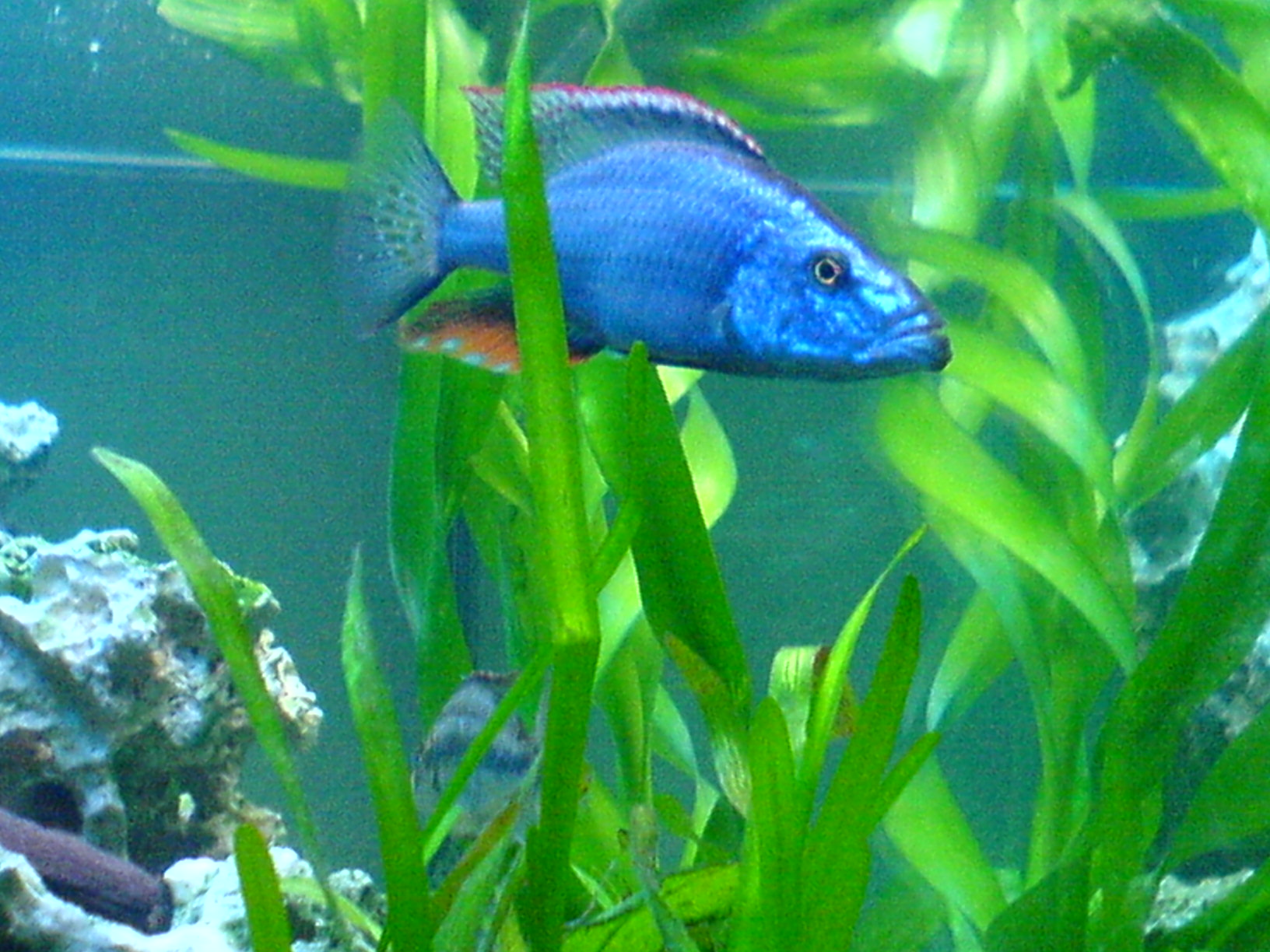
Dimidiochromis compressiceps